# Slovenske železnice

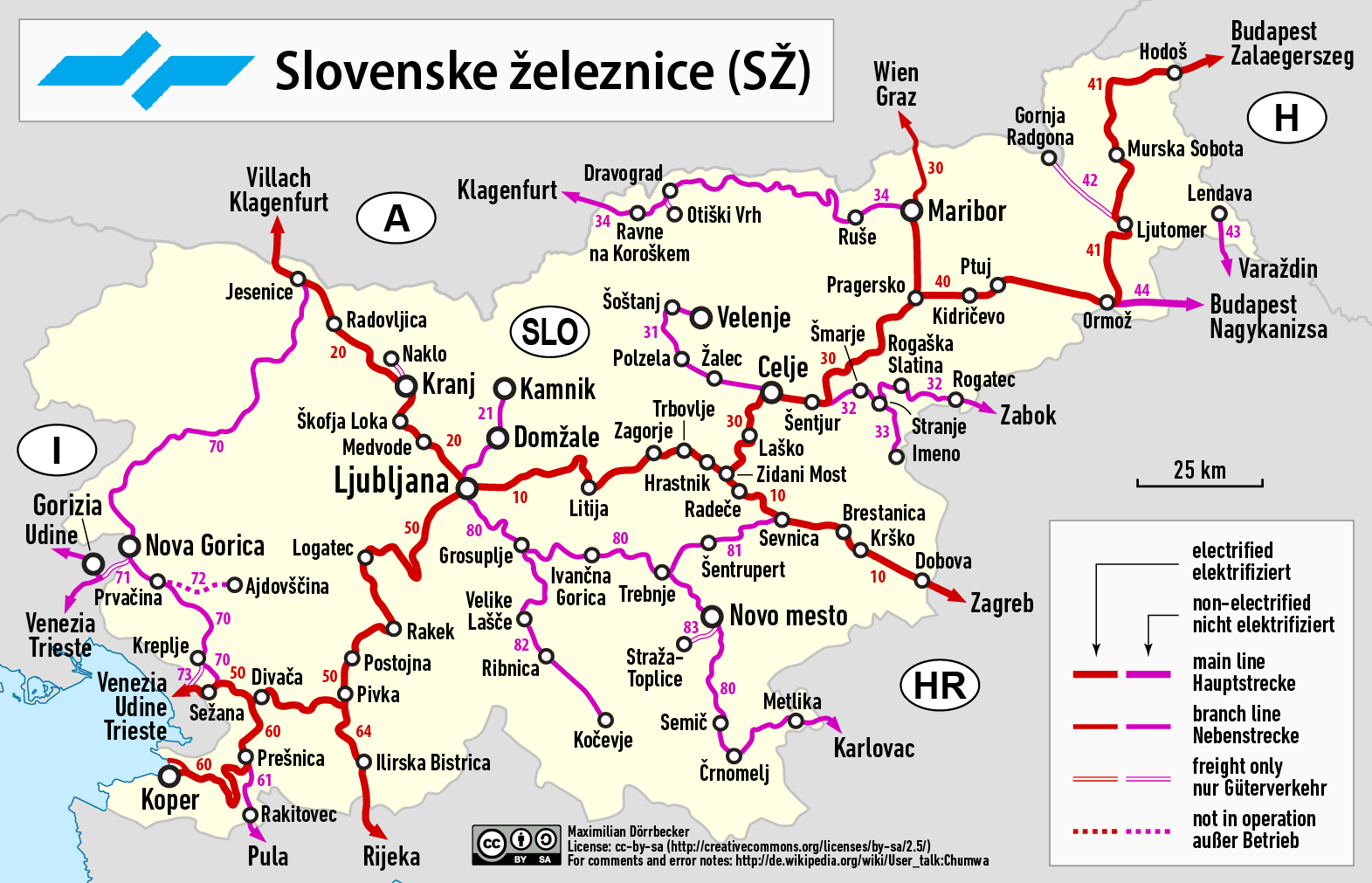

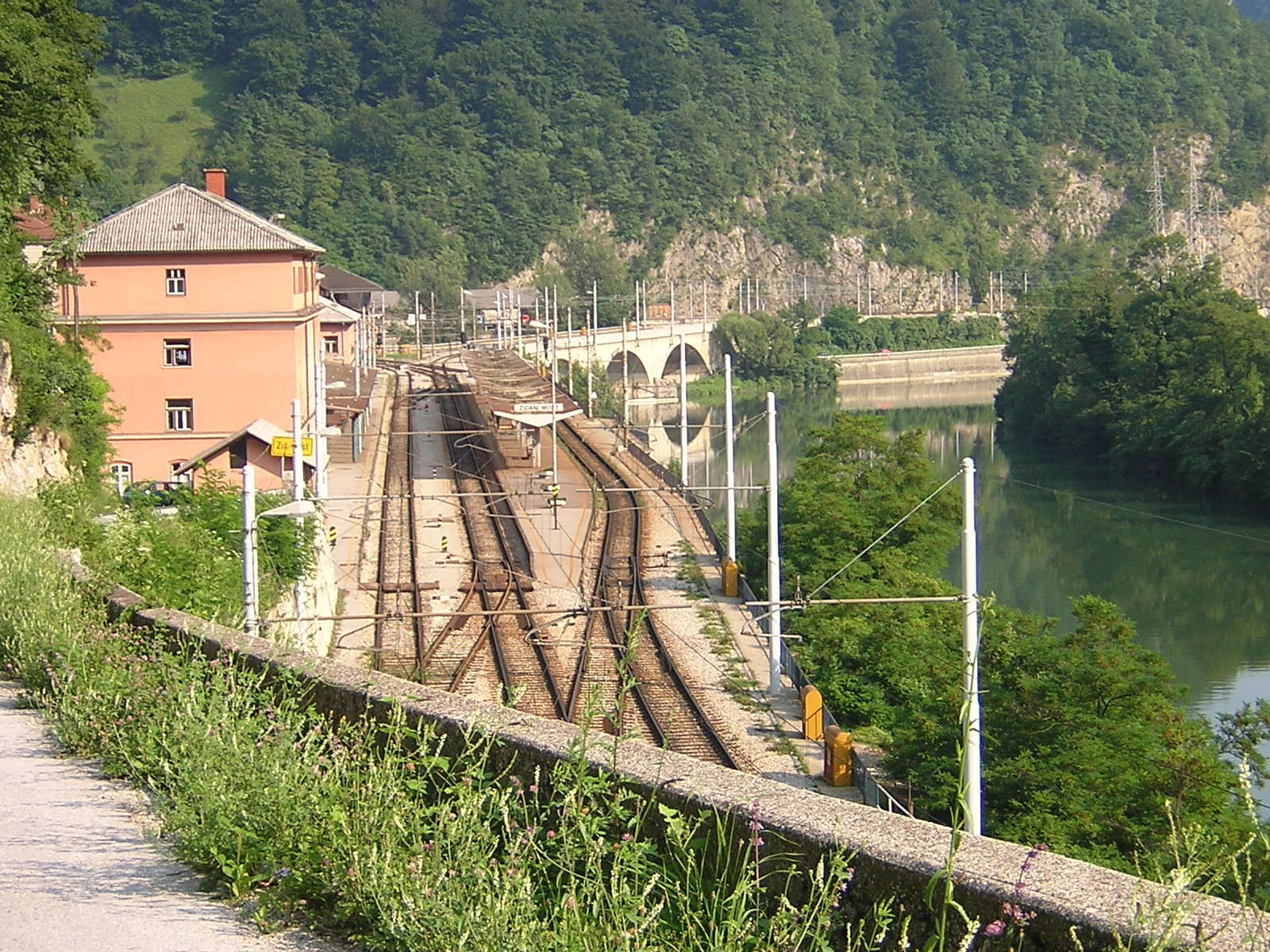
Zidani Most, en viktig järnvägsknut i Slovenien.

Slovenske železnice (SŽ) är den statliga järnvägen i Slovenien, grundat 1991.

## Historia
Slovenien fick sin första järnväg på 1840-talet då Südliche Staatsbahn byggdes mellan Wien och Trieste. Maribor fick järnvägsanslutning till Graz 1844 och sträckan byggdes ut till Celje 1846 och via Zidani Most till Ljubljana 1849. Nätet byggdes sedan ut till bland annat Kroatien.
Den övervägande delen av järnvägsnätet byggdes under tiden då Slovenien var en del av Österrike-Ungern. Den viktigaste sträckan som byggdes var Kronprinz Rudolf-Bahn som gick från Wien via Maribor och Ljubljana till Trieste. I Jugoslavien kom den viktigaste utbyggnaden av nätet att vara sträckan Prešnica–Koper som öppnade för trafik 1967.
När Jugoslavien föll sönder i början av 1990-talet bildades Slovenske Železnice (SŽ) som sedan 1992 är med i Internationella järnvägsunionen.